# Mary Shepherd

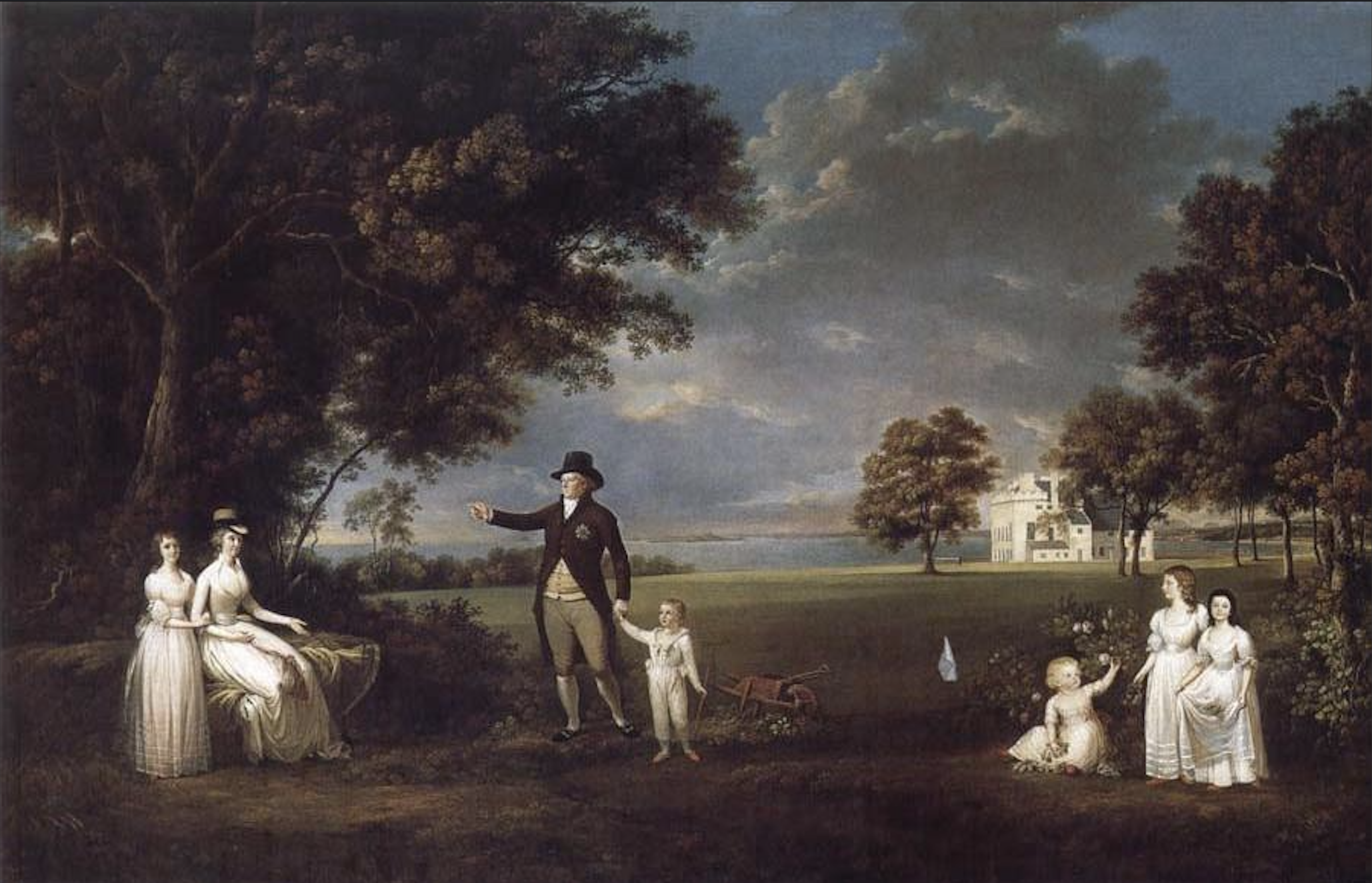
Der 3. Earl of Rosebery mit seiner Familie bei Barnbougle Caste. Gemälde von Alexander Nasmyth, 1788. Mary ist die zweite von Rechts.

Lady Mary Shepherd, geborene Primrose (* 31. Dezember 1777 im Barnbougle Castle, Linlithgowshire; † 7. Januar 1847 in London) war eine Dame der schottischen Gesellschaft und eine Philosophin. Sie verfasste zwei Bücher und drei Essays. Nach den späten Aufzeichnungen ihrer Tochter, Mary Elizabeth Shepherd-Brandreth, verfasste sie auch eine metaphysische Abhandlung zu Hume und Joseph Priestley, die aber seither verloren gegangen ist.

## Leben
Mary Shepherd wurde am 31. Dezember 1777 im Barnbougle Castle, Linlithgowshire, als zweites von fünf Kindern von Neil Primrose, 3. Earl of Rosebery und dessen zweiter Frau, Mary, Tochter von France Vincent of Stoke d’Abernon geboren. 1808 heiratete sie den Rechtsanwalt (Barrister) Henry John Shepherd und lebte mit ihm in London. Nach Angaben ihrer Tochter nahm sie mit ihrem Ehemann sowohl am wissenschaftlichen als auch am literarischen Leben der englischen Gesellschaft teil und korrespondierte mit Persönlichkeiten wie Charles Lyell, Charles Babbage, Mary Somerville, William Whewell, Sydney Smith, Thomas Malthus und David Ricardo.:41–42
Shepherds erstes Buch war ein Essay zur Ursache und Wirkung (Essay upon the Relation of Cause and Effect, 1824), mit dem sie einige der überwiegend empiristischen Ideen David Humes kritisierte. Anlass war die Verteidigung John Leslies durch Thomas Brown, als die Bewerbung Leslies mit der Begründung kritisiert wurde, er sei ein Anhänger der Lehre Humes. Shepherds stärker rationalistisch geprägter Auffassung nach waren einige von Humes als zwingend betrachtete Ursache-Wirkungs-Zusammenhänge nicht hinreichend verstanden, um Humes Meinung aufrechtzuerhalten. So schließt sie, dass die Vernunft (Ratio) die Kausalerkenntnis leitet, nicht, wie von Hume behauptet, die Beobachtung (Empirie). Sie untersucht in dem Werk zwei Thesen:
- Ein Subjekt kann seine Existenz nicht aus sich selbst heraus beginnen und
- ähnliche Ursachen haben ähnliche Wirkungen

Sie erläutert diese Thesen und zeigt im dritten Kapitel des Werkes auf, wie diese im alltäglichen Leben Anwendung finden und unsere Erwartung leiten, ob sich ein Objekt weiterhin wie gewohnt verhalten wird oder nicht. Im vierten Kapitel wendet sie sich schließlich Thomas Brown zu. Einerseits lobt sie seine Aufmerksamkeit, mit der er einige Fehler Humes aufdeckte, andererseits kritisiert sie seine Befürwortung von Humes These „Auf A folgt B“. Stattdessen schlägt sie vor, dass die Beziehung besser ausgedrückt würde als „A x B = C“, womit sie ausdrückte, dass wenn A und B interagieren, C daraus folge. Ursache und Wirkung erfolgten demnach synchron und nicht nacheinander.
In den beiden folgenden Kapiteln kritisierte sie materialistische Ansichten William Lawrences (1783–1867) in dessen 1819 veröffentlichten Werk Lectures on Physiology, Zoology, and the Natural History of Man.
In Shepherds zweitem Buch, Essays on the Perception of an External Universe (1827), versucht die Autorin in einem länglichen Essay Gründe darzulegen, externen Objekten eine dauerhafte, externe und von uns unabhängige Existenz zuzusprechen. Nach diesem Essay folgen acht kürzere, die sich mit Details der Philosophie von Berkeley, Stewart, Reid und Hume befassen., sowie fünf Essays, in denen sie Glaubensfragen und die Existenz Gottes behandelt, sowie ein Essay, in dem sie sich mit der Frage befasst, warum wir ein Objekt sehen, obwohl wir dazu zwei Augen verwenden. Sie arbeitete im letzten Essay Argumente aus, die sie zu einem Artikel in The Philosophical Magazine gelesen hatte („On the Causes of Single and Erect Vision“).
1828 kam es zu einer öffentlich ausgetragenen Kontroverse mit einem philosophisch geneigten Marineoffizier, John Fearn. Shepherd hatte einen kurzen Kommentar zu Fearns erstem Buch (First Lines of the Human Mind) geschrieben. Daraufhin wurde sie von Fearn in einer sechsmal so langen Rückweisung der Auslassung, Hast und „in eine konträre Haltung irregeleitet“ beschuldigt.
In Shepherds letzter Veröffentlichung teilte sie mit, dass ihre in Parriana: or, Notices of the Rev. Samuel Parr, L.L.D. veröffentlichte Kritik Fearns nicht für die Öffentlichkeit bestimmt gewesen sei. Sie führte in dem Essay aber weiter aus, dass Fearns Ansichten inkonsistent und unphilosophisch gewesen seien und führt in ihrer Widerlegung in kurzer, klarer Sprache ihre eigene Sicht zur Wahrnehmung, Ideen und Kausalität aus.
Shepherd verstarb am 7. Januar 1847 in ihrem Heim in London. Ihre Werke wurden in der damaligen Zeit wohlwollend aufgenommen, und nach Angaben ihrer Tochter wurde eines ihrer Bücher von Whewell an der University of Cambridge auch als Lehrbuch eingesetzt, ohne dass bekannt ist, welches der beiden verwendet wurde.:29 Robert Blakey behandelt einige von Shepherds Arbeiten in seinem 1848 veröffentlichten Werk „History of the Philosophy of the Mind“ und beschreibt ihre Arbeit als präzise und subtil. In der Folge wurden Shepherds Arbeiten wie die vieler Frauen der Philosophie nicht weiter wissenschaftlich untersucht.

## Bibliografie
- Essay upon the Relation of Cause and Effect. 1824.
- Essays on the Perception of an External Universe. 1827.

### Über Mary Shepherd
- Jennifer McRobert (Hrsg.): Philosophical Works of Lady Mary Shepherd. 2000.